# اندرو کانینگهام
اندرو کانینگهام، اولین ویسکونت کانینگهام (انگلیسی: Andrew Cunningham, 1st Viscount Cunningham of Hyndhope; ۷ ژانویهٔ ۱۸۸۳ – ۱۲ ژوئن ۱۹۶۳) افسر نیروی دریایی پادشاهی بریتانیا بود که بیشتر به خاطر خدمتش در جنگ جهانی دوم شناخته می‌شود.
کانینگهام در ۷ ژانویه ۱۸۸۳ در راثمینز در جنوب دوبلین متولد شد. پس از شروع تحصیل در دوبلین و ادینبورگ، در سن ده سالگی در مدرسه استابینگتون هاوس ثبت نام کرد. او در سال ۱۸۹۷ به عنوان دانشجوی نیروی دریایی در کشتی آموزشی افسران بریتانیا به نیروی دریایی بریتانیا پیوست و در سال ۱۸۹۸ از دنیا رفت. او در طول جنگ جهانی اول و در بیشتر دوره بین دو جنگ، فرماندهی یک ناوشکن را بر عهده داشت. به خاطر عملکردش در این مدت، به ویژه برای اقداماتش در داردانل و بالتیک، نشان خدمات ممتاز و دو نشان افتخار به او اعطا شد.
در جنگ جهانی دوم، کانینگهام به عنوان فرمانده کل ناوگان مدیترانه، نیروهای دریایی بریتانیا را در چندین نبرد دریایی حیاتی مدیترانه به پیروزی رساند. این موارد شامل حمله به تارانتو در سال ۱۹۴۰، اولین حمله دریایی کاملاً تمام هوایی در تاریخ، و نبرد کیپ ماتاپان در سال ۱۹۴۱ بود. کانینگهام دفاع از خطوط تدارکاتی مدیترانه را از طریق اسکندریه، جبل الطارق و گلوگاه کلیدی مالت کنترل می‌کرد. او همچنین پشتیبانی دریایی از فرودهای مهم متفقین در سواحل غربی مدیترانه را هدایت می‌کرد.
در پاییز ۱۹۴۳، پس از مرگ سر دادلی پوند، فرمانده وقت، کانینگهام به عنوان لرد اول دریا، رئیس حرفه‌ای نیروی دریایی سلطنتی، ارتقا یافت، سمتی که تا زمان بازنشستگی‌اش در سال ۱۹۴۶ در اختیار داشت. او در سال ۱۹۴۵ به عنوان بارون کانینگهام از هیندهوپ مفتخر شد و سال بعد ویسکونت کانینگهام از هیندهوپ را منصوب کرد. کانینگهام پس از بازنشستگی، از چندین مقام تشریفاتی، از جمله لرد مباشر اعظم در مراسم تاجگذاری ملکه الیزابت دوم در سال ۱۹۵۳، برخوردار شد. او در ۱۲ ژوئن ۱۹۶۳، در سن ۸۰ سالگی درگذشت.